# Hippotion rosetta
Hippotion rosetta là một loài bướm đêm thuộc họ Sphingidae. Nó được tìm thấy ở miền nam Pakistan, Ấn Độ và Sri Lanka, phía đông across Thái Lan, miền nam Trung Quốc và Đài Loan tới miền nam Nhật Bản (quần đảo Ryukyu) và Philippines, then phía nam across Đông Nam Á to quần đảo quần đảo Andaman, miền đông Indonesia, quần đảo Solomon và the Torres Straits của New Guinea.
Có nhiều lứa một năm ở Hồng Kông, con trưởng thành bay từ tháng 3 đến tháng 11, đỉnh điểm vào cuối tháng 3, 5 và đầu tháng 10.
Ấu trùng ăn Borreria, Morinda citrifolia và Morinda umbellata, cũng như Pentas lanceolata.

## Hình ảnh

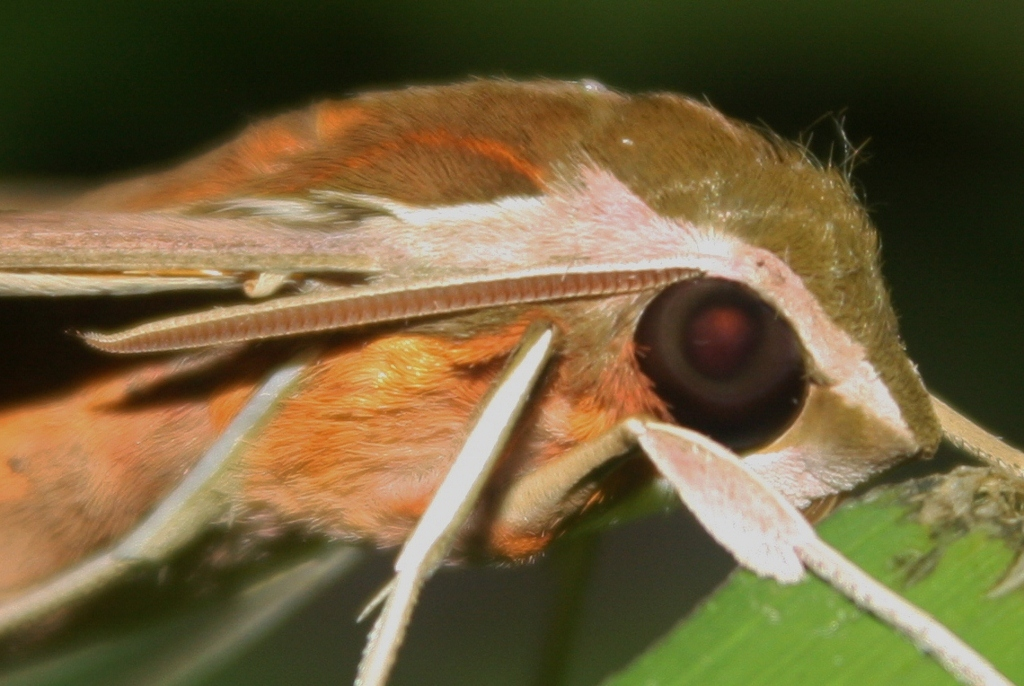
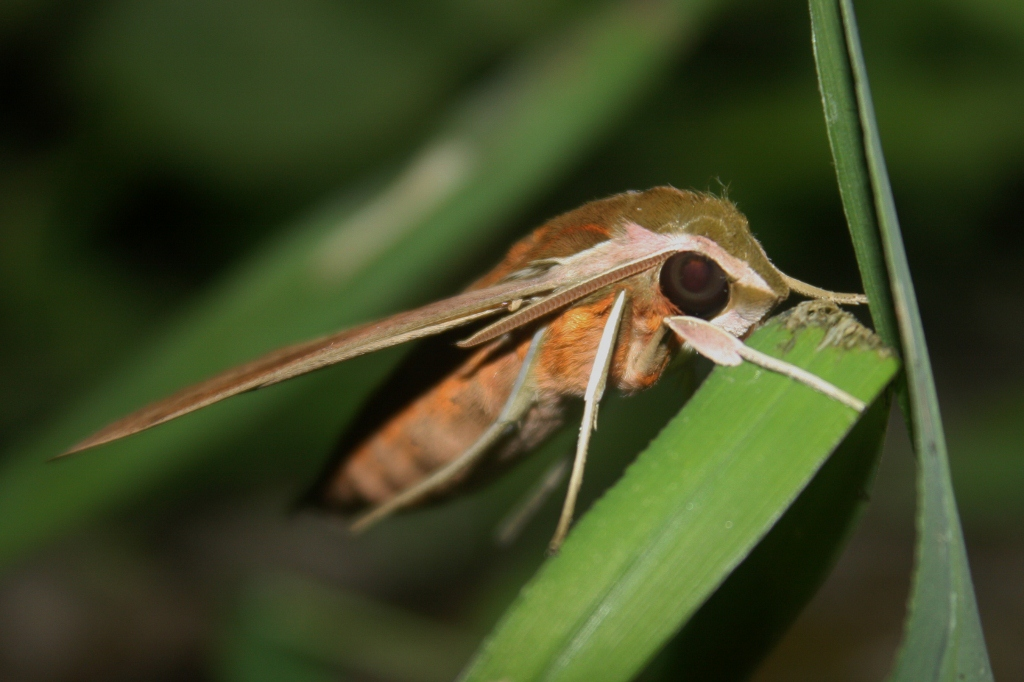

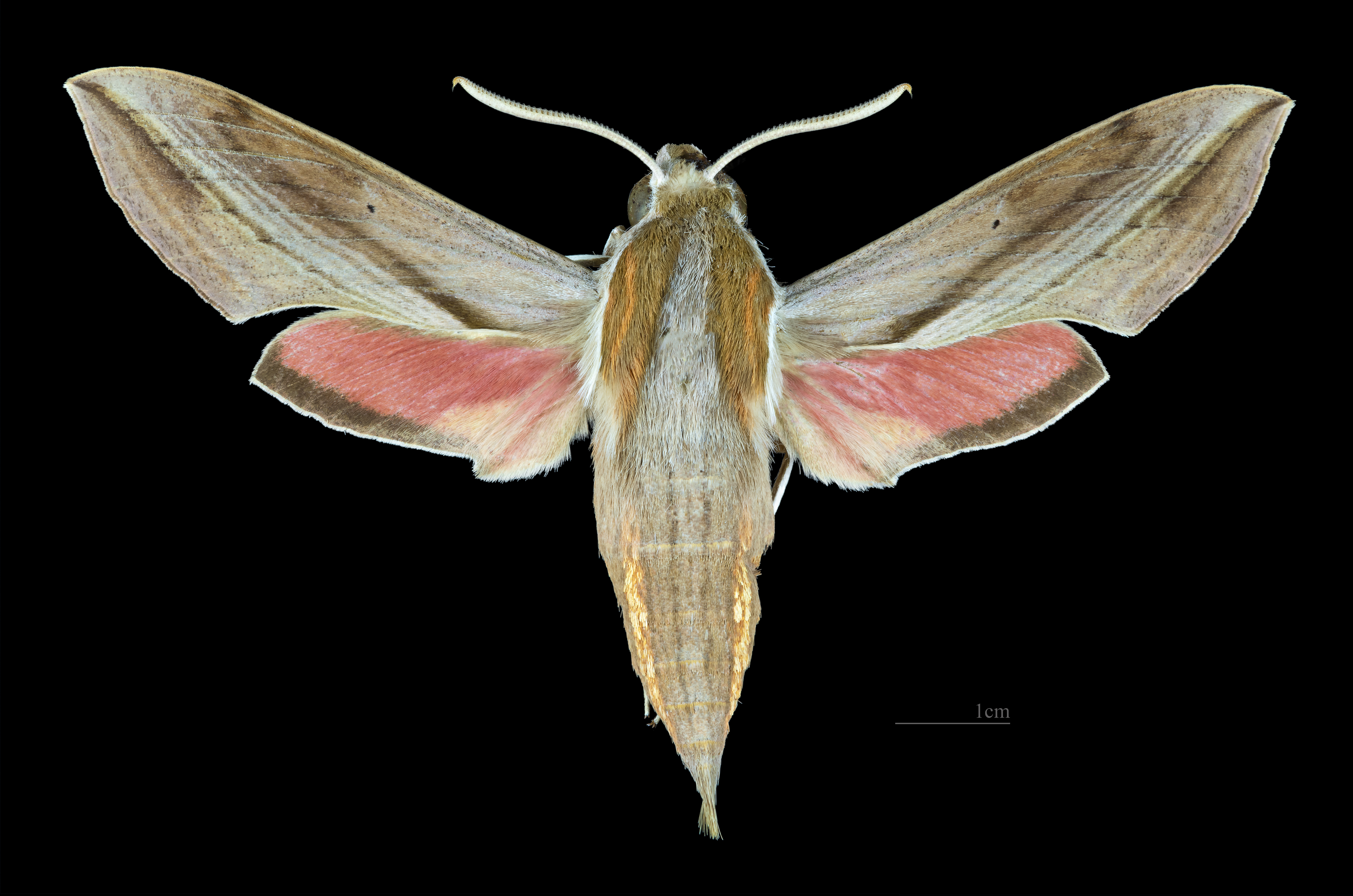
Hippotion rosetta ♂
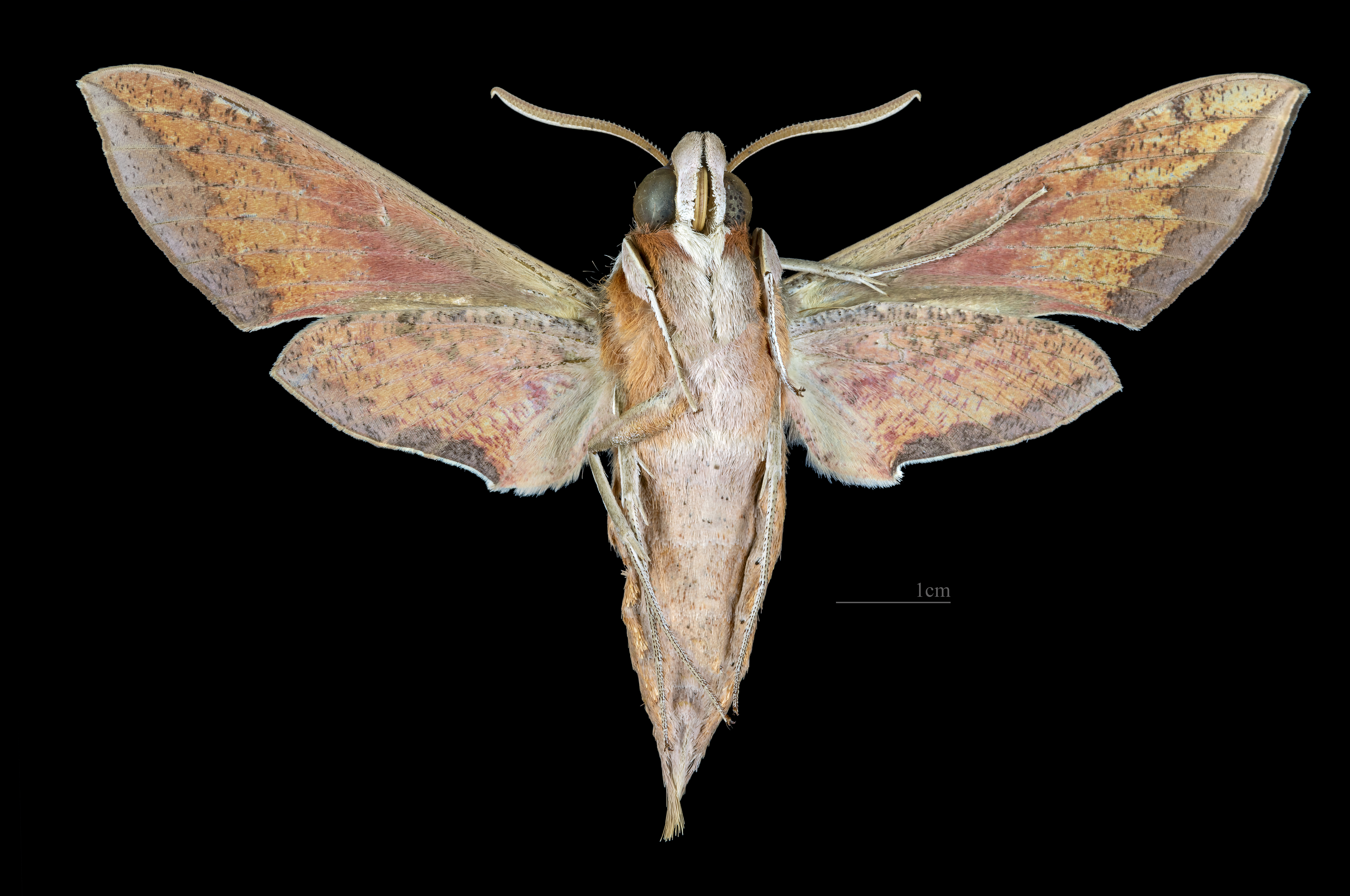
Hippotion rosetta ♂   △
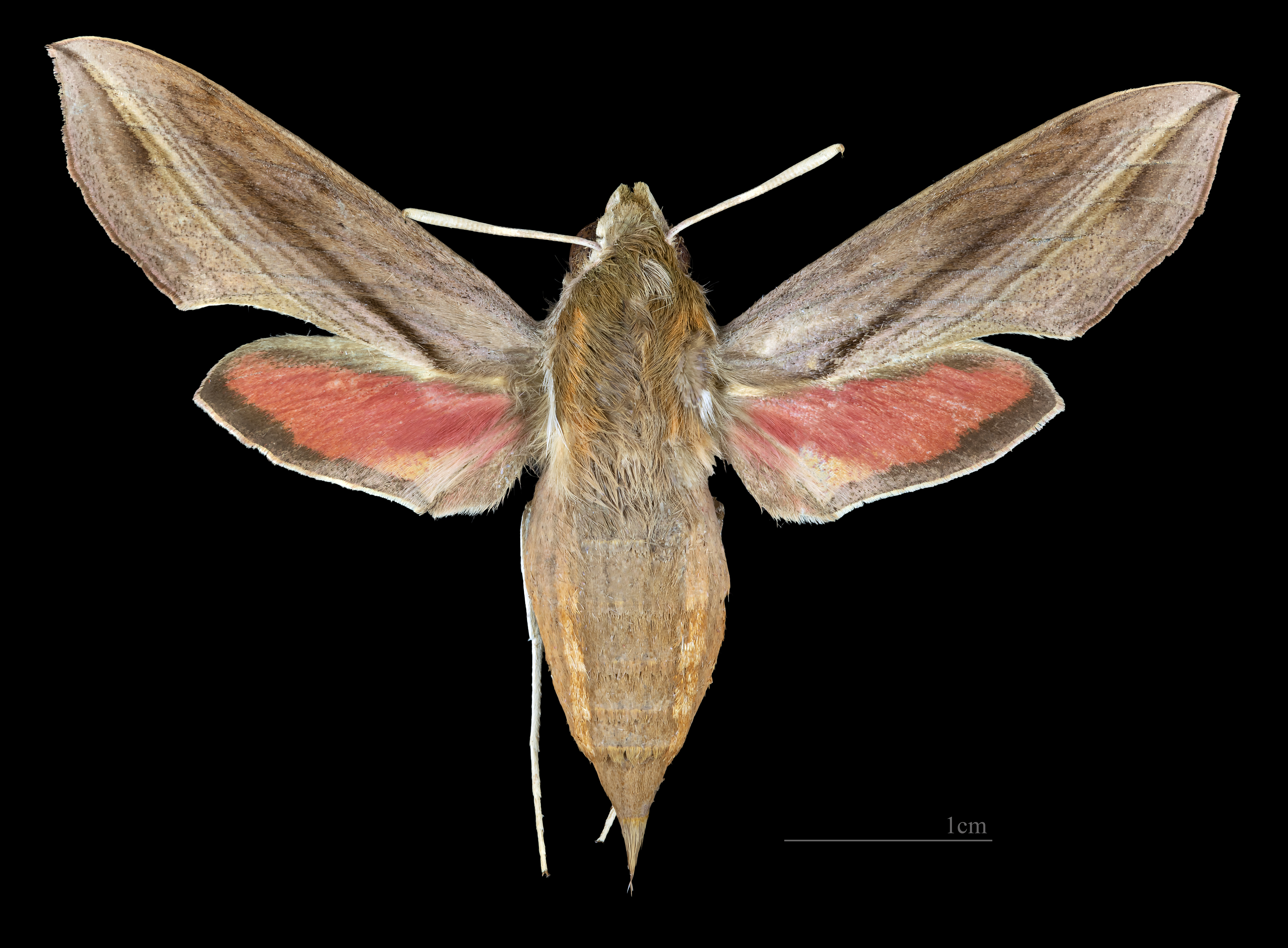
Hippotion rosetta   ♀
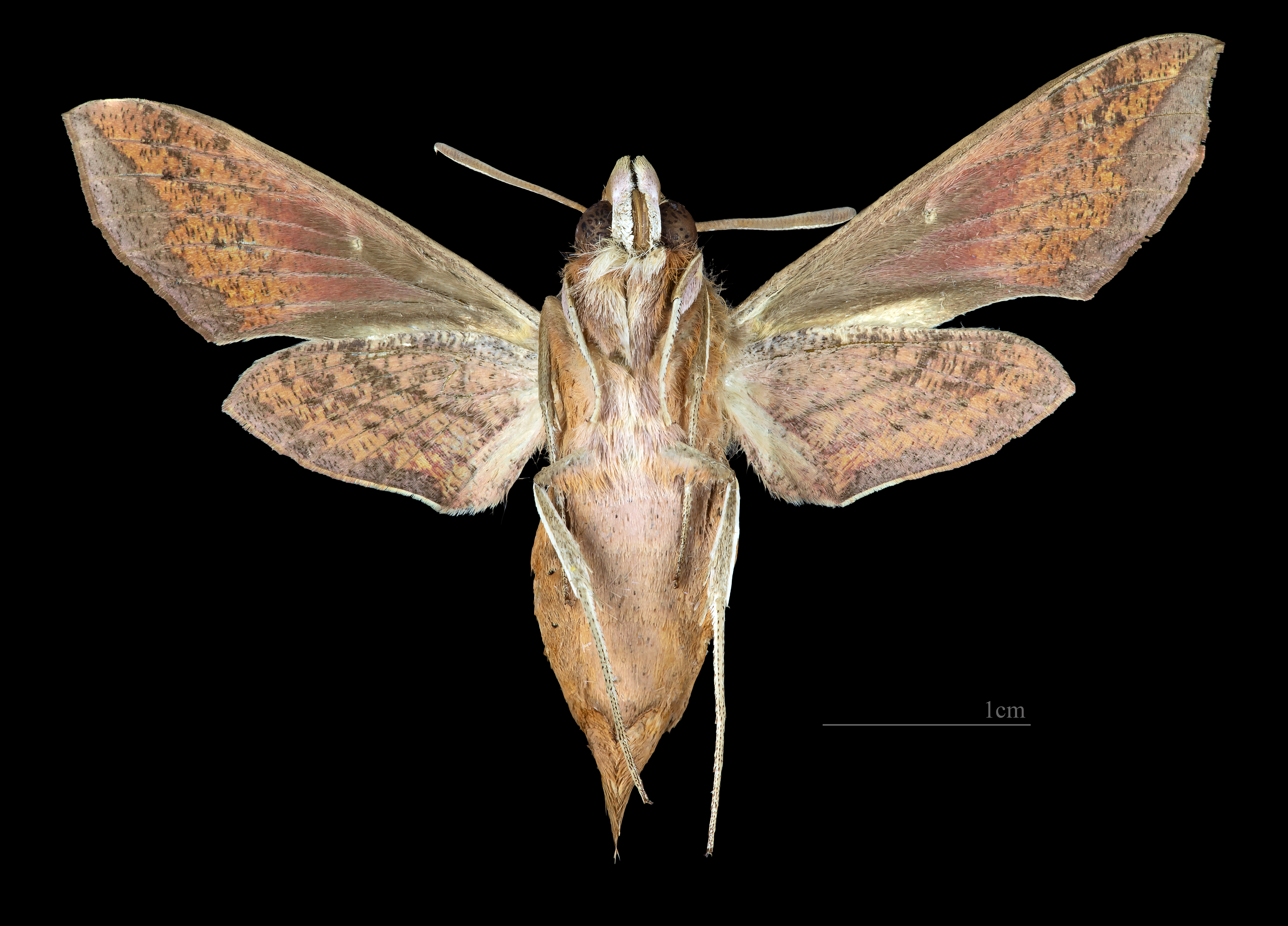
Hippotion rosetta   ♀ △